# 블루 칼라

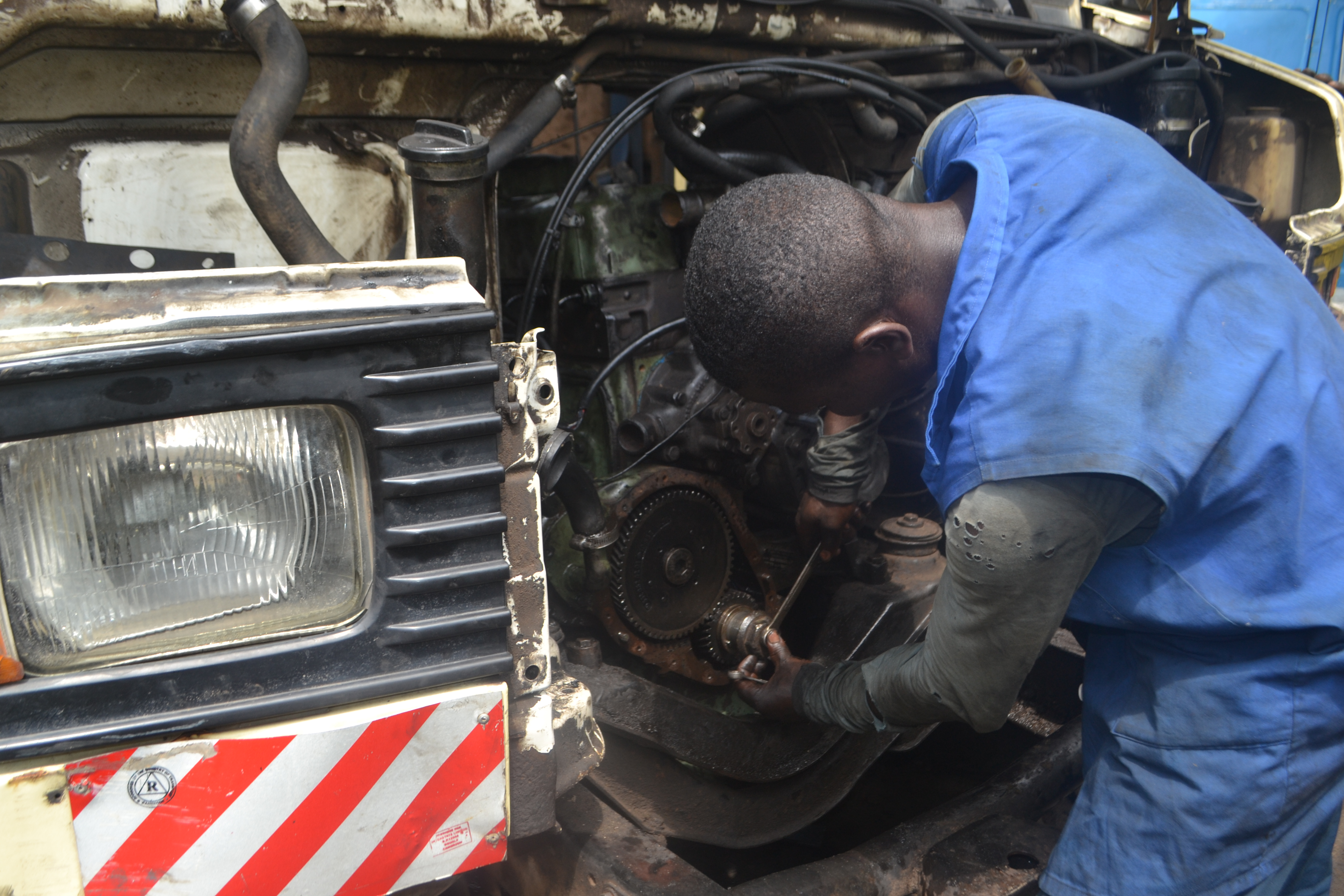
파란색 커버를 착용한 작업 중인 정비사

블루칼라(영어: blue-collar)는 숙련, 미숙련에 상관없이 생산업과 서비스업에 종사하는 노동자를 가리킨다.

## 개요
과거 블루칼라의 의미는 청색 작업복을 입고 육체노동을 하는 노동자를 가리켰다. 현재의 블루칼라의 의미는 구체적으로 제조업, 광업, 건설업 관련 분야에서 주로 육체노동에 종사하는 노동자를 뜻한다. 현재는 화이트칼라보다 블루칼라의 종사자 수가 더 적어지는 현상이 일어나고 있다. 과거처럼 단순히 생산업, 제조업 등에 종사한다고 그들을 '블루칼라'라고 규정할 수는 없다. 왜냐하면, 현 시대의 제조업, 광업, 건설업 등 여러 생산업은 육체노동보다 숙련공의 정신노동을 더 요구하는 일도 존재하기 때문이다.

## 같이 보기
- 화이트칼라
- 골드칼라
- 그레이칼라